# 揚尼斯·普拉基奧塔基斯
揚尼斯·普拉基奧塔基斯（希臘語：Ιωάννης Πλακιωτάκης；1968年7月10日—）是希臘的一位政治人物。自2004年開始，他是希臘國會議員之一。普拉基奧塔基斯出生在雅典，曾經在倫敦大學就讀。他曾經擔任新民主黨的黨魁。